# Акхиок (аэропорт)
Аэропорт Акхиок (англ. Akhiok Airport), (ИАТА: AKK, ИКАО: PAKH, FAA LID: AKK) — государственный гражданский аэропорт, расположенный в одной миле (1,6 километрах) к юго-западу от центрального делового района города Акхиок (Аляска), США.

## Операционная деятельность
Аэропорт Акхиок располагается на высоте 13 метров над уровнем моря и эксплуатирует одну взлётно-посадочную полосу:
- 4/22 размерами 951 x 15 метров с гравийным покрытием.[1]

За период с 31 декабря 2003 года по 31 декабря 2004 года Аэропорт Акхиок обработал 1600 операций взлётов и посадок самолётов, из них 94 % пришлось на аэротакси и 6 % — на авиацию общего назначения.

## Авиакомпании и пункты назначения
Деятельность аэропорта субсидируется за счёт средств Федеральной программы США Essential Air Service (EAS) по обеспечению воздушного сообщения между небольшими населёнными пунктами страны.